# Elena Berthold
Elena Berthold (* 1993 in Köln) ist eine deutsche Theater- und Filmschauspielerin, Synchronsprecherin und Hörspielsprecherin.

## Leben
Erste Erfahrungen mit dem Bühnenschauspiel machte Berthold 2013 im Stück Herzfalten am Freies Werkstatt Theater Köln. 2014 begann sie mit einem Schauspielstudium an der Hochschule für Musik und Darstellende Kunst Stuttgart, das sie 2019 erfolgreich abschloss. Während dieser Zeit übernahm sie für den SWR und den SR Sprecherrollen in Hörbüchern. 2016 wurde sie für diese Arbeiten für die Preise des ARD Online Award Deutschlands, der Besten schauspielerischen Leistung Deutschlands und dem Deutschen Hörspielpreis der ARD Deutschland nominiert. Im selben Jahr war sie im Stuttgarter Wilhelma-Theater im Stück Biedermann und die Brandstifter und 2017 im Staatstheater Stuttgart im Stück Katzelmacher (Übernahme) zu sehen. Sie ist seit 2017 Stipendiatin der Studienstiftung des deutschen Volkes. Berthold gehört seit 2018 zum Ensemble des Staatstheaters Mainz.
Ihre erste Filmrolle hatte sie im Kurzfilm Cruisen, der von der Kunsthochschule für Medien Köln produziert wurde. 2013 hatte sie eine Besetzung im Tatort Eine andere Welt. Ein Jahr später folgte eine Besetzung im Kurzfilm Anti Cupido, der auf mehreren Filmfestivals aufgeführt wurde. Nach ihrem Studium war sie in einer Episode des Formats Aktenzeichen XY … ungelöst zu sehen.

## Theater
- 2013: Herzfalten (Freies Werkstatt Theater Köln)
- 2016: Biedermann und die Brandstifter (Wilhelma-Theater)
- 2017: Katzelmacher (Übernahme) (Staatstheater Stuttgart)
- 2018: Pünktchen und Anton (Staatstheater Mainz)
- 2018: Das letzte Parlament (Staatstheater Mainz)
- 2018–2019: Die Verwirrungen des Zögling Törless (Staatstheater Mainz)
- 2019: Komödie mit Banküberfall (Staatstheater Mainz)
- 2019: Hexenjagd (Staatstheater Mainz)
- 2020: Drei Schwestern (Staatstheater Mainz)
- 2020: Tage des Verrats (Staatstheater Mainz)
- 2020: Kabale und Liebe (Staatstheater Mainz)

## Filmografie

### Schauspiel
- 2012: Cruisen (Kurzfilm)
- 2013: Tatort: Eine andere Welt
- 2014: Anti Cupido (Kurzfilm)
- 2019: Aktenzeichen XY … ungelöst (Fernsehreihe)
- 2022: Die Drei von der Müllabfuhr: (K)eine saubere Sache (Fernsehreihe)

### Synchronsprecher
- 2011: Der Lehrer (Fernsehserie)

## Hörspiele
- 2015: Jean-François Guilbault, Andréanne Joubert: Unter Wasser. Live-Hörspiel im Rahmen des Festivals frankophoner Gegenwartsdramatik Primeurs (Eko) – Regie: Anouschka Trocker (Hörspielbearbeitung – SR)
- 2016: Jean-François Guilbault, Andréanne Joubert: Unter W@sser. Studioversion (Eko) – Regie: Anouschka Trocker (Hörspielbearbeitung – SR/Deutschlandradio)
- 2017: An der Ostesee